# Mandriole
Mandriole é uma frazione do comuna de Ravena, na província homônima, Itália.
Foi nesta localidade que morreu a brasileira Anita Garibaldi.